# تعليم طبي

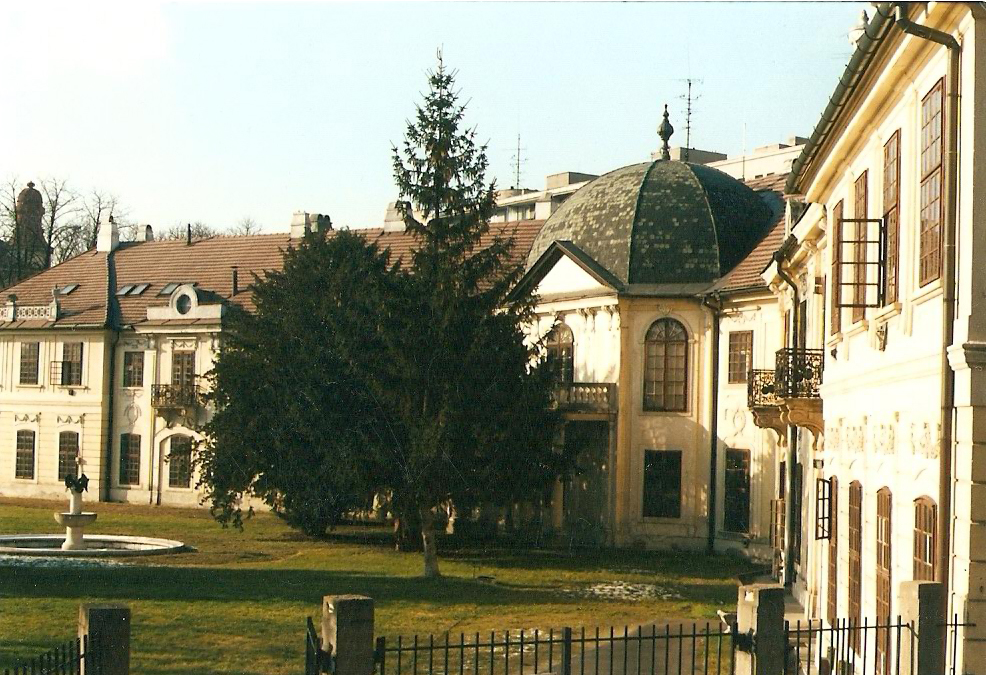
كلية الطب (جامعة كومينيوس في براتيسلافا) سلوفاكيا

التعليم الطبي هو التعليم المتعلق بممارسة ممارسة الطب، بما في ذلك التدريب الأولي ليصبح طبيبًا (أي كلية الطب والتدريب الداخلي) والتدريب الإضافي بعد ذلك (مثل الإقامة والزمالة والتعليم الطبي المستمر).

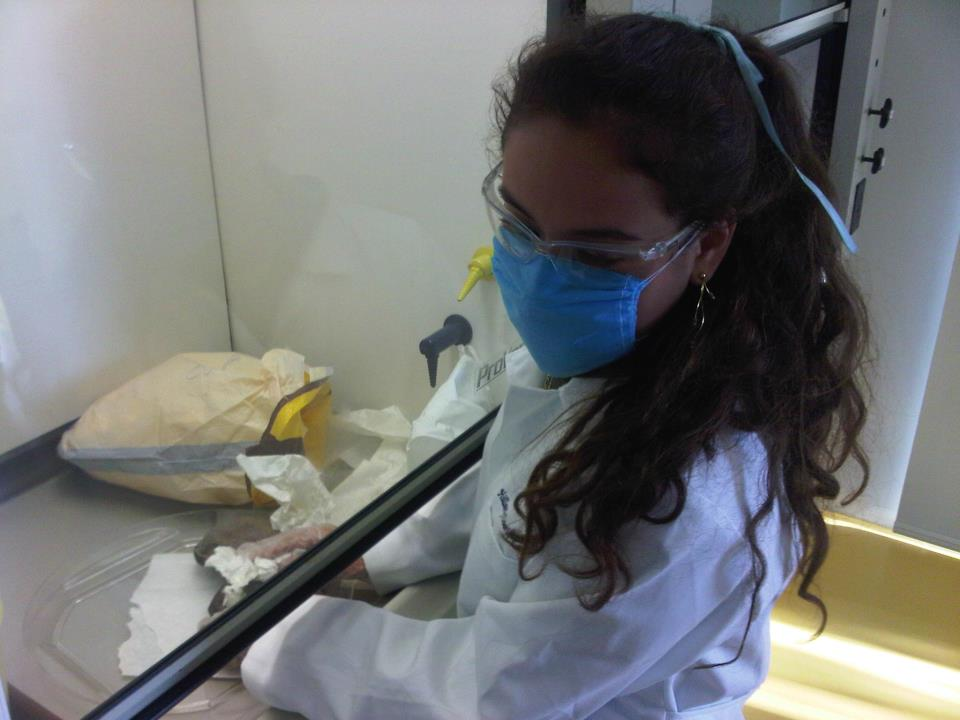
طالب طب في مختبر بمعهد مونتيري للتكنولوجيا والتعليم العالي، مكسيكو سيتي.

يختلف التعليم الطبي والتدريب بشكل كبير في جميع أنحاء العالم. استخدمت منهجيات تدريس مختلفة في التعليم الطبي، وهو مجال نشط للبحث التربوي.
يعد التعليم الطبي أيضًا مجالًا أكاديميًا تعليميًا للموضوع لتعليم الأطباء على جميع المستويات، بما في ذلك مستوى الدخول، وما بعد التخرج، والتعليم الطبي المستمر. يطبق التعليم الطبي نظريات علم أصول التدريس على وجه التحديد في سياق التعليم الطبي. يجب تلبية متطلبات محددة مثل الأنشطة المهنية الموثوقة قبل الانتقال في مراحل التعليم الطبي.

## التعليم المبتدئ
برامج التعليم الطبي للمبتدئين هي دورات على المستوى الجامعي يتم إجراؤها في كلية الطب. اعتمادًا على الولاية القضائية والجامعة، قد تكون هذه إما برامج الالتحاق بالجامعة (معظم أوروبا وآسيا وأمريكا الجنوبية وأوقيانوسيا)، أو برامج الالتحاق بالدراسات العليا (أستراليا والفلبين وأمريكا الشمالية بشكل أساسي). تقدم بعض الولايات القضائية والجامعات كلًا من برامج الالتحاق بالجامعة وبرامج دخول الخريجين (أستراليا وكوريا الجنوبية).
بشكل عام، يؤخذ التدريب الأولي في كلية الطب. ينقسم التعليم الطبي الأولي تقليديًا بين الدراسات قبل السريرية والدراسات السريرية. يتكون الأول من العلوم الأساسية مثل علم التشريح وعلم وظائف الأعضاء والكيمياء الحيوية وعلم الأدوية وعلم الأمراض. يتكون هذا الأخير من التدريس في مختلف مجالات الطب السريري مثل الطب الباطني وطب الأطفال والتوليد وأمراض النساء والطب النفسي والممارسة العامة والجراحة.
كان هناك انتشار للبرامج التي تجمع بين التدريب الطبي والبحث (دكتوراه في الطب / دكتوراه) أو برامج الإدارة (دكتوراه في الطب/ماجستير في إدارة الأعمال)، على الرغم من أن هذا قد تم انتقاده لأن الانقطاع الممتد للدراسة السريرية ثبت أن له تأثير ضار على المعرفة السريرية النهائية.

### لجنة الاتصال للتعليم الطبي ووظيفة وهيكل كلية الطب
لجنة الاتصال للتعليم الطبي (LCME) هي لجنة اعتماد تعليمي لكليات الطب تؤدي إلى الحصول على درجة الماجستير في الطب في الولايات المتحدة وكندا. من أجل الحفاظ على الاعتماد، يتعين على كليات الطب التأكد من استيفاء الطلاب لمجموعة معينة من المعايير والكفاءات، التي تحددها لجان الاعتماد. مقالة وظيفة وهيكل كلية الطب هي مقالة تنشر سنويًا من لجنة الاتصال للتعليم الطبي تحدد 12 معيارًا للاعتماد.

### الأنشطة المهنية المؤتمنة لدخول الإقامة
أوصت جمعية الكليات الطبية الأمريكية (AAMC) بثلاثة عشر نشاطًا احترافيًا موثوقًا (EPAs) يتوقع من طلاب الطب إنجازها قبل بدء برنامج الإقامة. تعتمد EPAs على الكفاءات الأساسية المتكاملة التي تم تطويرها خلال دورة تدريب كلية الطب. تسرد كل وكالة حماية البيئة ميزتها الرئيسية والكفاءات المرتبطة بها والسلوكيات الملحوظة المطلوبة لإكمال هذا النشاط. يتقدم الطلاب من خلال مستويات الفهم والقدرة، ويتطورون مع تناقص الحاجة للإشراف المباشر. في النهاية، يجب أن يكون الطلاب قادرين على أداء كل نشاط بشكل مستقل، ولا يحتاجون إلا إلى المساعدة في المواقف ذات التعقيد الفريد أو غير المألوف.
تشمل قائمة الموضوعات التي تتناولها وكالة حماية البيئة ما يلي:
1. مهارات التاريخ والامتحان البدني
2. تشخيص متباين
3. اختبارات التشخيص / الفحص
4. الأوامر والوصفات الطبية
5. توثيق لقاء المريض
6. العروض الشفوية للقاءات المريض
7. الاستجواب السريري / استخدام الأدلة
8. تسليم المريض / انتقالات الرعاية
9. العمل بروح الفريق الواحد
10. رعاية عاجلة / طارئة
11. موافقة مسبقة
12. إجراءات
13. السلامة والتحسين

## الدراسات العليا
بعد الانتهاء من التدريب على مستوى المبتدئين، غالبًا ما يُطلب من الأطباء حديثي التخرج القيام بفترة من الممارسة الخاضعة للإشراف قبل منح التسجيل الكامل، وغالبًا ما تكون مدتها سنة واحدة وقد يشار إليها باسم «التدريب» أو «التسجيل المؤقت» أو «الإقامة».
يمكن إجراء مزيد من التدريب في مجال معين من مجالات الطب. في الولايات المتحدة، يشار إلى مزيد من التدريب المتخصص بعد الانتهاء من الإقامة باسم «الزمالة». يتم البدء في ذلك في بعض الولايات فور الانتهاء من التدريب على مستوى المبتدئين، بينما تتطلب الولايات الأخرى من الأطباء المبتدئين إجراء تدريب اختصاصي (غير متداول) لعدد من السنوات قبل بدء التخصص.
أصبحت نظرية التعليم نفسها جزءًا لا يتجزأ من التدريب الطبي للدراسات العليا. كما أصبحت المؤهلات الرسمية في التعليم هي القاعدة للمعلمين الطبيين، بحيث حدثت زيادة سريعة في عدد برامج الدراسات العليا المتاحة في التعليم الطبي.

## التعليم الطبي المستمر
في معظم البلدان، تكون دورات التعليم الطبي المستمر مطلوبة للترخيص المستمر. تختلف متطلبات التعليم الطبي المستمر حسب الولاية والبلد. في الولايات المتحدة الأمريكية، يشرف على الاعتماد مجلس الاعتماد للتعليم الطبي المستمر. غالبًا ما يحضر الأطباء المحاضرات المخصصة والجولات الكبرى والمؤتمرات وأنشطة تحسين الأداء من أجل تلبية متطلباتهم. بالإضافة إلى ذلك، يختار الأطباء بشكل متزايد متابعة المزيد من التدريب على مستوى الدراسات العليا في الدراسة الرسمية للتعليم الطبي كطريق للتنمية المهنية المستمرة.

## التعليم عبر الإنترنت
يستخدم التعليم الطبي بشكل متزايد التعليم عبر الإنترنت عادةً داخل أنظمة إدارة التعلم أو بيئات التعلم الافتراضية. بالإضافة إلى ذلك، أدمجت العديد من كليات الطب استخدام التعليم المختلط الذي يجمع بين استخدام الفيديو والتدريبات الشخصية. أظهرت مراجعة النطاق البارزة التي نُشرت في عام 2018 أن طرائق التدريس عبر الإنترنت أصبحت منتشرة بشكل متزايد في التعليم الطبي، مع ما يرتبط بذلك من ارتياح وتحسن عالٍ في اختبارات المعرفة. ومع ذلك، نادراً ما تم الإبلاغ عن استخدام مبادئ تصميم الوسائط المتعددة القائمة على الأدلة في تطوير المحاضرات عبر الإنترنت، على الرغم من فعاليتها المعروفة في سياقات طلاب الطب.
تشمل مجالات البحث في التعليم الطبي عبر الإنترنت تطبيقات عملية، بما في ذلك المرضى المحاكيين (افتراضيين) والسجلات الطبية الافتراضية.  ترتبط المحاكاة في التدريب على التعليم الطبي بتأثيرات إيجابية على المعرفة والمهارات والسلوكيات وتأثيرات معتدلة على نتائج المرضى.

## التكامل مع السياسة الصحية
بخصوص أن أصحاب المصلحة المهنية الطبية في مجال الرعاية الصحية (أي الكيانات المشاركة بشكل متكامل في نظام الرعاية الصحية والمتأثرة بالإصلاح)، فإن ممارسة الطب، أي تشخيص المرض وعلاجه ورصده تتأثر بشكل مباشر بالتغييرات المستمرة في كل من والسياسة الصحية المحلية والاقتصاد.
هناك دعوة متزايدة لبرامج التدريب المهني في مجال الصحة ليس فقط لتبني تعليم أكثر صرامة في مجال السياسة الصحية والتدريب على القيادة، ولكن لتطبيق مفهوم أوسع لتدريس وتنفيذ السياسة الصحية من خلال العدالة الصحية التي تؤثر إلى حد كبير على نتائج الصحة والمريض. تحدث معدلات الوفيات والمراضة المتزايدة من الولادة إلى سن 75، ويعزى ذلك إلى الرعاية الطبية (الوصول إلى التأمين ونوعية الرعاية) والسلوك الفردي (التدخين والنظام الغذائي والتمرين والعقاقير والسلوك المحفوف بالمخاطر) والعوامل الاجتماعية والاقتصادية والديمغرافية (الفقر وعدم المساواة والعنصرية الفوارق والعزل)  والبيئة المادية (الإسكان والتعليم والنقل والتخطيط الحضري). يعكس نظام تقديم الرعاية الصحية لبلد ما «القيم الأساسية والتسامح والتوقعات وثقافات المجتمعات التي تخدمها»،  ويقف المهنيين الطبيين في موقع فريد للتأثير على آراء وسياسة المرضى ومسؤولي الرعاية الصحية والمشرعين.
وجدت دراسة أجريت عام 2010 على عمداء كلية الطب بالولايات المتحدة فيما يتعلق بمبادرات التعليم في مجال السياسة الصحية  أن 160 مدرسة معتمدة من وزارة الصحة والدوائر المعيشية التي شملها الاستطلاع أجاب 58٪ منهم بالإبلاغ عن أن 94٪ منهم تلقوا شكل من أشكال التعليم السياسي و 74 ٪ طالبوا بهذا التعليم و 24 ٪ فقط لديهم دورات مباشرة حول موضوع السياسة الصحية. أبلغ 58٪ عن وجود مجال للتحسين، بينما كان 52٪ في الوقت الحالي في معالجة تكييف مناهجهم السياسية. ومع ذلك، كان متوسط الوقت المستغرق في تعليم السياسة الصحية 14 ساعة فقط  على مدار أربع سنوات من التدريب في كلية الطب.
ومع ذلك، فإن القيود المفروضة على تنفيذ دورات السياسة الصحية هذه تشمل بشكل أساسي القيود الزمنية الناتجة عن تضارب المواعيد والحاجة إلى فريق من أعضاء هيئة التدريس متعدد التخصصات  والافتقار إلى البحث / التمويل لتصميم المناهج الدراسية الذي قد يلائم أهداف البرنامج بشكل أفضل. شوهدت المقاومة في أحد البرامج التجريبية من مديري البرامج الذين لم يروا أهمية الدورة التدريبية الاختيارية والذين كانوا مقيدين بمتطلبات التدريب في البرنامج والتي تقتصر على جدولة الصراعات وعدم كفاية الوقت للأنشطة غير السريرية.
قد يكون توظيف مجموعة متنوعة من المدربين وخبراء السياسة الصحية أو الخبراء الاقتصاديين ذوي المعرفة والتدريب الكافيين والاحتفاظ بهم محدودًا في البرامج المجتمعية أو المدارس ودون وجود سياسات صحية أو إدارات الصحة العامة أو برامج الدراسات العليا. قد تشمل العلاجات الحصول على دورات عبر الإنترنت أو رحلات خارج الموقع إلى مبنى الكابيتول أو المؤسسات الصحية أو أنشطة خارجية مخصصة، لكن هذه القيود تشمل قيود تفاعلية وتكلفة ووقت أيضًا. على الرغم من هذه القيود، تم وضع العديد من البرامج في كل من كلية الطب والتدريب على الإقامة.
أخيرًا، ستكون هناك حاجة إلى المزيد من الدعم والبحث الوطنيين ليس فقط لإنشاء هذه البرامج ولكن لتقييم كيفية توحيد المناهج وابتكارها بطريقة تتسم بالمرونة مع تغيير الرعاية الصحية والمشهد السياسي. في الولايات المتحدة، سيتضمن ذلك التنسيق مع مجلس اعتماد التعليم الطبي للخريجين الذي يضع معايير تعليمية وتدريبية للإقامات والزمالات الأمريكية التي تحدد التمويل والقدرة على العمل.